# Scyletria jona
Scyletria jona är en spindelart som beskrevs av Bishop och Crosby 1938. Scyletria jona ingår i släktet Scyletria och familjen täckvävarspindlar. Inga underarter finns listade i Catalogue of Life.